# Karl Otto Koch

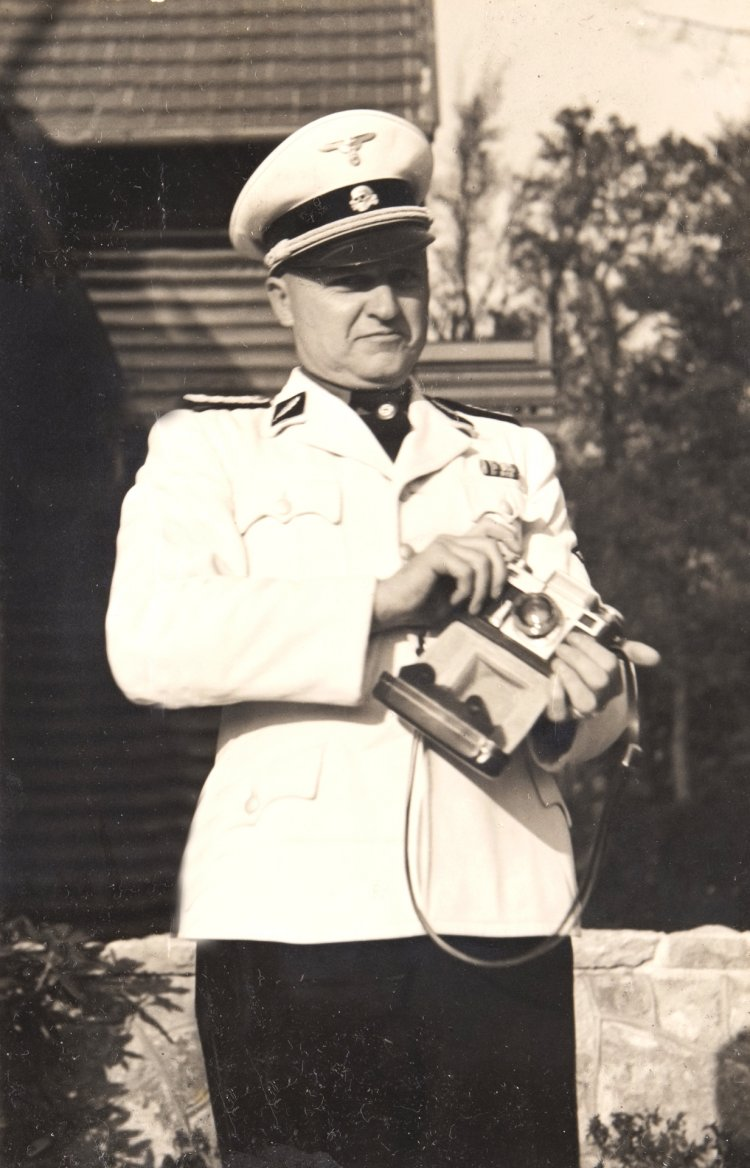
Karl Otto Koch

Karl Otto Koch (* 2. August 1897 in Darmstadt; † 5. April 1945 im KZ Buchenwald) war ein deutscher SS-Führer und Lagerkommandant verschiedener deutscher Konzentrationslager. Er wurde schließlich von der SS wegen Mordes und mehrerer Wirtschaftsvergehen (Hehlerei, Betrug, Unterschlagung) angeklagt, zum Tode verurteilt und hingerichtet.

## Leben
Koch war der Sohn eines Standesbeamten. Er absolvierte nach dem Abschluss der Mittelschule eine Buchhalterlehre. Gegen den Willen seiner Mutter meldete sich Koch während des Ersten Weltkrieges als Kriegsfreiwilliger zur deutschen Armee und diente ab März 1916 als Schütze im 153. Infanterie-Regiment. An der Westfront wurde Koch zweimal verwundet und geriet, nachdem er gegen Kriegsende feindliche Linien ausgekundschaftet hatte, in britische Kriegsgefangenschaft, aus der er im Oktober 1919 entlassen wurde.
Danach war er kurzzeitig als Buchhalter tätig und erhielt Anfang der 1920er-Jahre zunächst eine Festanstellung als Bankangestellter bei der Deutschen Landwirtschafts- und Handelsbank. Koch war von 1922 bis 1930 bei mindestens sieben Firmen beschäftigt, 1928 wurden ihm Portokassendiebstähle nachgewiesen. Aufgrund von Urkundenfälschungen und Unterschlagungen wurde Koch 1930 zu einer kurzzeitigen Gefängnisstrafe verurteilt und war nach der Haftentlassung arbeitslos. Nach der 1924 geschlossenen Ehe wurde Koch Vater eines Sohnes; die Ehe wurde 1931 geschieden.
Er trat der NSDAP (Mitgliedsnummer 475.586) am 1. März 1931 bei, und im September 1931 wurde er auch Mitglied der SS (SS-Nr. 14.830). Zunächst fungierte er ehrenamtlich als Schatzmeister seiner NSDAP-Ortsgruppe und arbeitete ab 1932 als Ausbilder der SS-Standarte 33 in Kassel. Seine Aufgabe dort beinhaltete den Aufbau einer Hilfspolizei (Hipo), die Mitte 1933 den SS-Totenkopfverbänden unterstellt wurde. Koch wurde im Verlauf des Jahres 1932 aus unbekannten Gründen kurzzeitig aus der Partei ausgeschlossen.
| Datum              | Rang                   |
| ------------------ | ---------------------- |
| 15. März 1934      | SS-Obersturmführer     |
| November 1934      | SS-Hauptsturmführer    |
| 13. September 1935 | SS-Sturmbannführer     |
| 9. November 1936   | SS-Obersturmbannführer |
| 12. September 1937 | SS-Standartenführer    |

Ab September 1933 baute er im SS-Abschnitt II das Sonderkommando Sachsen auf. Bereits ab Ende Juni 1934 war er Kommandant des KZ Hohnstein und dann ab 1. Oktober 1934 kurzzeitig Kommandant des KZ Sachsenburg. Ab dem 8. November 1934 fungierte er als Führer der Wachtruppe im KZ Esterwegen. Ab Ende Februar 1935 war er Schutzhaftlagerführer im KZ Lichtenburg und ab dem 1. April 1935 Adjutant im KZ Dachau. Am 21. April 1935 wurde er Kommandant des KZ Columbia-Haus in Berlin. Am 31. März 1936 wurde er Kommandant des KZ Esterwegen, im Juli 1936 1. Kommandant des KZ Sachsenhausen und schließlich Mitte Juli 1937 1. Kommandant des KZ Buchenwald.
In zweiter Ehe war Koch seit Mai 1937 mit Ilse Koch, geborene Köhler, verheiratet. Er hatte sie 1934 während seiner Tätigkeit in Sachsenburg kennengelernt, wo sie als seine Sekretärin gearbeitet hatte. Mit seiner Frau Ilse, die nach dem Krieg als „Hexe von Buchenwald“ bekannt wurde, zog Karl Otto Koch in die Villa Buchenwald der dortigen SS-Führersiedlung. Zwischen 1938 und 1941 wurden ihre drei Kinder geboren, die in unmittelbarer Nähe des Lagers aufwuchsen. Die Ehe soll nicht glücklich gewesen sein, da Koch fremdging und Ilse Koch Affären mit Hermann Florstedt und Waldemar Hoven hatte.
Ab 1941 folgte zwischenzeitlich ein kurzer Aufenthalt in Norwegen zum Aufbau des dortigen KZ-Systems. Koch war bis Dezember 1941 Kommandant des KZ Buchenwald.

## Die Buchenwalder Korruptionsaffäre
Im November 1941 ließ Josias zu Waldeck und Pyrmont, Höherer SS- und Polizeiführer für den Wehrkreis IX und somit auch für das KZ Buchenwald zuständig, Koch zu sich zitieren. Dort konfrontierte er Koch mit Vorwürfen der Korruption, da sich dieser im KZ Buchenwald an dem Vermögen eingelieferter jüdischer Häftlinge bereichert haben sollte. Danach wurde Koch entwaffnet und verhaftet. Ein Untersuchungsverfahren vor dem SS- und Polizeigericht XXII in Kassel wurde eröffnet. Der Reichsführer SS Heinrich Himmler ordnete auf Intervention von Oswald Pohl und Richard Glücks jedoch an, Koch umgehend aus der Haft zu entlassen, und verfügte, dass zukünftig kein hoher SS-Führer ohne seine Order verhaftet werden dürfe („Lex Waldeck“). Nach der Niederschlagung des Verfahrens erhielt Koch ein Glückwunschschreiben Pohls, in dem er ihm versicherte, dass er sich schützend einschalten würde, „wenn wieder einmal ein arbeitsloser Jurist seine Henkershände nach dem weißen Körper Kochs ausstrecken wolle“.
Ende 1941 wurde Koch durch Himmlers Intervention aus dem KZ Buchenwald in das KZ Majdanek versetzt, wo er erneut Lagerkommandant wurde. Nach der Flucht von 86 sowjetischen Häftlingen am 14. Juli 1942 aus Majdanek wurde er im August 1942 aufgrund Fahrlässiger Gefangenenbefreiung zunächst beurlaubt. Danach wurde Koch als Verbindungsoffizier der SS zum Postschutz nach Eger strafversetzt. Das Verfahren wegen Fahrlässiger Gefangenenbefreiung gegen Koch wurde am 17. Februar 1943 eingestellt, seine Strafversetzung von der Waffen-SS zur allgemeinen SS blieb jedoch bestehen.
Josias zu Waldeck und Pyrmont hatte in der Zwischenzeit weitere Untersuchungen bezüglich der Korruptionsaffäre um Koch angestellt, indem er Unterlagen der Lagerverwaltung, sofern noch vorhanden, sichten und auswerten ließ. Er stieß bei der Sondierung der Totenlisten des KZ Buchenwald auf die Namen Walter Krämer und Karl Peix, beide Häftlingspfleger, die im Außenkommando Goslar am 6. November 1941 angeblich auf der Flucht erschossen worden waren. Krämer war Josias zu Waldeck und Pyrmont bekannt, da ihn dieser erfolgreich wegen Furunkulose behandelt hatte. Auch Koch, wie sich nach späteren Ermittlungen herausstellte, hatte sich wegen einer Syphilis von Krämer behandeln lassen, da er, wie viele andere SS-Führer, eine Behandlung durch Häftlingspfleger der durch SS-Ärzte vorzog. Krämer und Peix waren daher unliebsame Zeugen. Zudem wusste Krämer auch von Kochs Unterschlagungen. Diese von Koch befohlenen Morde sollten ihm später nachgewiesen werden und waren letztlich der wesentliche Grund für die Mordanklage.
Josias zu Waldeck und Pyrmont befragte zudem Angehörige der Wachmannschaft und auch Häftlinge. Die Untersuchungsergebnisse ließ er Heinrich Himmler zukommen, der ihm die Weiterführung der Ermittlungen, aber zunächst bezogen auf die persönliche Bereicherung Kochs und seiner Ehefrau, gestattete. Schließlich wurden die Ermittlungen mit dem Einverständnis von Heinrich Himmler durch das SS- und Polizeigericht Kassel dem SS-Richter Konrad Morgen übertragen, der die Kontobewegungen und den Briefwechsel der Eheleute Koch bereits überwachte. Nach umfangreichen Untersuchungen im KZ Buchenwald deckte Morgen eine Korruptionsaffäre immensen Ausmaßes auf, die über den Fall Koch weit hinausging. Bei Durchsuchungen der Unterkünfte von Kochs ehemaligen Mitarbeitern fand Morgen unter Mithilfe der Kriminalpolizei hohe Geldbeträge, Schmuck und Klumpen aus dem Zahngold ermordeter Häftlinge. Zudem wurden weitere Morde und Mordversuche an Häftlingen aufgedeckt, die aufgrund deren Mitwisserschaft beziehungsweise Aussagebereitschaft möglicherweise auf Befehl Kochs stattgefunden hatten.
Am 24. August 1943 wurde Koch schließlich erneut wegen Korruption und des Mordes an drei Häftlingen zusammen mit seiner Ehefrau durch die Gestapo in seiner Dienstunterkunft im KZ Buchenwald verhaftet. Das Ehepaar wurde in den Marstall Weimar eingeliefert. Die Festnahmen ergingen unter der Teilnahme von Konrad Morgen. Koch bestätigte nach einem energischen Verhör gegenüber Konrad Morgen die gegen ihn erhobenen Beschuldigungen. Des Weiteren wurden weitere Angehörige des Kommandanturpersonals und der Wachmannschaft als Mittäter verhaftet, wie der Adjutant Kochs, Hermann Hackmann, der Leiter des Arrestblocks, Martin Sommer, der Lagerarzt Waldemar Hoven, SS-Hauptscharführer Johann Blank sowie Hermann Florstedt. Im Spätsommer 1943 waren potentielle Belastungszeugen wegen akut aufgetretener Vergiftungserscheinungen in Kliniken behandelt worden, so die Ehefrau Hackmanns und der Vater eines im Rahmen dieses Verbrechenskomplexes festgenommenen SS-Unterscharführers. Ein weiterer Belastungszeuge, der Hauptscharführer Köhler, wurde mit Vergiftungserscheinungen aus dem Buchenwalder Arrestbunker in das Weimarer Militärlazarett eingeliefert, wo er kurz darauf verstarb. Trotz Obduktion des Verstorbenen und weiterer Ermittlungen ließen sich die Vergiftungen zunächst aber nicht einem Täter zuordnen, noch war nachzuweisen, dass diese auf die Anordnung Kochs zurückgingen. Gemäß einer späteren Zeugenaussage Eugen Kogons wurden im Zuge der Ermittlungen gegen Waldemar Hoven im Zusammenhang mit dem Tod Köhlers auf Anordnung Morgens vier sowjetischen Kriegsgefangenen die Substanz verabreicht, die im Magen Köhlers gefunden worden war. Das kriminalistische Experiment endete mit dem Tod der Gefangenen in Anwesenheit von Morgen, zwei weiteren Untersuchungsbeamten und anderen Zeugen. Der Tod der Gefangenen überzeugte Morgen von der Schuld Hovens am Tod Köhlers, worauf er ihn festnehmen ließ. Hoven blieb schließlich 18 Monate in Buchenwald inhaftiert. Sommer gestand später, auf Anordnung Hovens mindestens 40 Häftlinge durch Evipan und Luftinjektionen getötet zu haben.
Nachdem am 11. April 1944 die Untersuchungsergebnisse der Buchenwalder Korruptionsaffäre vorlagen, wurde am 17. August 1944 die Anklageverfügung gegen die Beschuldigten erlassen. Im September 1944 begann die Verhandlung gegen die Beschuldigten vor dem „SS- und Polizeigericht“ Kassel, das nun „zur besonderen Verfügung“ zur Untersuchung und Aburteilung der nicht „autorisierten“ Konzentrationslagerverbrechen fungierte. Die Verhandlung wurde unter Ausschluss der Öffentlichkeit geführt und insgesamt 22 Zeugen, SS-Männer wie auch Häftlinge, gehört. Das Verfahren gegen die Eheleute Koch wurde später separat verhandelt.

„Eine Erklärung für meine Handlungsweise finde ich nicht, es sei denn, dass ich von meinen Vorgesetzten verwöhnt wurde. Alles, was ich vorschlug und tat, wurde gutgeheißen. Ich erntete nur Lob und Lorbeeren. Dies stieg mir in den Kopf. Ich wurde damals größenwahnsinnig.“

Die Anklagen lauteten auf Korruption, Mord und Körperverletzung mit tödlichem Ausgang. Die Urteile gegen die Eheleute Koch wurden im Dezember 1944 verkündet. Koch wurde wegen Mordes, Hehlerei, Betrug, Unterschlagung und Anstiftung zweimal zum Tode verurteilt. Weitere Beteiligte, Hermann Hackmann und Hermann Florstedt, wurden ebenfalls zum Tode verurteilt; möglicherweise auch Hoven. Johann Blank soll sich nach seiner Festnahme im Februar 1944 im Bunker des KZ Buchenwald erhängt haben. Waldemar Hoven und Martin Sommer wurden gegen Kriegsende noch aus der Haft entlassen. Sommer wurde noch zur Bewährung an der Front eingesetzt, wo er schwer verwundet wurde. Ilse Koch wurde in diesem Verfahren freigesprochen und aus der Haft entlassen. Kurz vor Kriegsende wurde Karl Otto Koch durch ein Erschießungskommando der SS am 5. April 1945 im KZ Buchenwald hingerichtet. Laut den schriftlichen Erinnerungen von August Bender, der als Arzt bei der Exekution anwesend war, waren Kochs letzte Worte: „Jungens, schießt gut!“ Das Todesurteil gegen Hackmann wurde jedoch nicht vollstreckt. Die Hinrichtung von Hermann Florstedt ist nicht erwiesen.

## Kochs Fotoalbum als herausragende Quelle
In der Geschichtsforschung nimmt das erst viele Jahre später in Moskau wiederentdeckte Fotoalbum Kochs über die Aufbauphase des KZ Sachsenhausen eine Sonderstellung ein. Es ist eine der wenigen von den Tätern verfassten Quellen direkt zum Alltag in den Konzentrationslagern nach 1936.